# 12 Inches of Snow
12 Inches of Snow è il primo album in studio del cantante canadese Snow, pubblicato il 19 gennaio 1993 dall'etichetta East West.
L'album contiene il brano musicale Informer, pubblicato come primo singolo e di grande successo commerciale a livello mondiale.

## Tracce
1. Runway – 4:26 (Darrin O'Brien; Marvin Prince)
2. Champion Sound – 4:00 (Darrin O'Brien; Marvin Prince; Edmond Leary; Shawn Moltke)
3. Lonely Monday Morning – 4:43 (Darrin O'Brien; Marvin Prince; Edmond Leary; Shawn Moltke)
4. Drunken Styles – 4:04 (Darrin O'Brien; Marvin Prince; Edmond Leary; Shawn Moltke)
5. Girl I've Been Hurt – 4:12 (Darrin O'Brien; Edmond Leary; Shawn Moltkevv)
6. Hey Pretty Love – 4:24 (Darrin O'Brien; Edmond Leary; Shawn Moltke)
7. Informer – 4:28 (Darrin O'Brien; Marvin Prince; Edmond Leary; Shawn Moltke) – Rick The Mexican Remixer & Editor
8. Creative Child – 3:16 (Darrin O'Brien; Edmond Leary; Shawn Moltke)
9. Lady with the Red Dress – 3:25 (Darrin O'Brien; Edmond Leary; Shawn Moltke)
10. Uhh in You – 3:46 (Darrin O'Brien; John Ficarrotta)
11. Can't Get Enough – 3:25 (Darrin O'Brien; Edmond Leary; Shawn Moltke)
12. Ease Up – 4:51 (Darrin O'Brien; Edmond Leary; Shawn Moltke)
13. 50 Ways (traccia bonus) – 3:50 (Darrin O'Brien; Edmond Leary; Shawn Moltke)
14. Lonely Monday Morning (remix) (traccia bonus) – 4:20 (Darrin O'Brien; Marvin Prince; Edmond Leary; Shawn Moltke)

## Classifiche
| Classifica (1993) | Posizione raggiunta |
| ----------------- | ------------------- |
| Stati Uniti       | 5                   |
| Germania          | 5                   |
| Austria           | 7                   |
| Paesi Bassi       | 8                   |
| Norvegia          | 9                   |
| Svizzera          | 10                  |
| Svezia            | 20                  |
| Australia         | 27                  |
| Nuova Zelanda     | 31                  |
| Regno Unito       | 41                  |